# Utan dej
Utan dej är en psalm vars text och musik är skriven av Mikael Wiehe.
Musikarrangemanget i Psalmer i 2000-talets koralbok är gjort av Anders Göranzon.

## Publicerad som
- Nr 883 i Psalmer i 2000-talet under rubriken "Jesus Kristus - människors räddning".